# 1169
| Calendário gregoriano                                                        | 1169 MCLXIX                                          |
| Ab urbe condita                                                              | 1922                                                 |
| Calendário arménio                                                           | 618 – 619                                            |
| Calendário bahá'í                                                            | -675 – -674                                          |
| Calendário budista                                                           | 1713                                                 |
| Calendário chinês                                                            | 3865 – 3866 Início a 30 de janeiro (aproximadamente) |
| Calendário copta                                                             | 885 – 886                                            |
| Calendário etíope                                                            | 1161 – 1162                                          |
| Calendários hindus - Vikram Samvat - Calendário nacional indiano - Cáli Iuga | 1224 – 1225 1090 – 1091 4269 – 4270                  |
| Calendário Holoceno                                                          | 11169                                                |
| Calendário islâmico                                                          | 564 – 565                                            |
| Calendário judaico                                                           | 4929 – 4930                                          |
| Calendário persa                                                             | 547 – 548                                            |
| Calendário rúnico                                                            | 1419                                                 |
| Calendário solar tailandês                                                   | 1712                                                 |

1169 (MCLXIX, na numeração romana) foi um ano comum do século XII do Calendário Juliano, da Era de Cristo, e a sua letra dominical foi E (52 semanas), teve início a uma quarta-feira, terminou também a uma quarta-feira. No reino de Portugal estava em vigor a Era de César que já contava 1207 anos.
| Ano completo                        |
| ----------------------------------- |
| Ano comum com início à quarta-feira |

## Eventos
- D. Afonso Henriques concede aos Templários um terço do que conquistassem no Alentejo.
- Geraldo Sem Pavor apodera-se de Badajoz.
- D. Afonso Henriques é acidentalmente ferido em Badajoz e preso.
- D. Afonso Henriques afasta Pêro Pais da Maia do cargo de alferes-mor.
- Superintendência do infante D. Sancho, filho de D. Afonso Henriques, em alguns aspectos da governação do Reino.
- As forças aliadas do Império Bizantino, comandadas por Andrónico Contostefano, e do Reino de Jerusalém, comandadas por Amalrico I de Jerusalém, tentam invadir o Egito, começando por cercar Damieta.